# Episodi di Channel Zero (seconda stagione)
La seconda stagione della serie televisiva Channel Zero, dal titolo No-End House e composta da 6 episodi, è stata trasmessa in prima visione negli Stati Uniti da Syfy dal 20 settembre al 25 ottobre 2017.
Tutti i sei episodi sono stati diretti da Steven Piet.
| nº | Titolo originale     | Titolo italiano      | Pubblicazione negli USA | Prima TV Italia |
| -- | -------------------- | -------------------- | ----------------------- | --------------- |
| 1  | This Isn't Real      | Questo non è reale   | 20 settembre 2017       |                 |
| 2  | Nice Neighborhood    | Un bel quartiere     | 27 settembre 2017       |                 |
| 3  | Beware the Cannibals | Attenti ai Cannibali | 4 ottobre 2017          |                 |
| 4  | The Exit             | Uscita               | 11 ottobre 2017         |                 |
| 5  | The Damage           | Il danno             | 18 ottobre 2017         |                 |
| 6  | The Hollow Girl      | La ragazza vuota     | 25 ottobre 2017         |                 |

## Questo non è reale
- Titolo originale: This Isn't Real
- Diretto da: Steven Piet
- Scritto da: Nick Antosca

### Trama
La giovane Margot vive in una piccola e tranquilla cittadina, assieme alla madre; il padre John si è suicidato poco tempo prima ed è stata Margot a trovare il suo corpo nel soggiorno di casa. L'amica d'infanzia Jules cerca di spronare Margot, che vive un evidente momento di sconforto personale, invitandola ad uscire di casa. Una sera in un pub, le due ragazze trovano il vecchio amico comune J.D. e fanno conoscenza di Seth, un giovane che lega subito con Margot; Seth li informa dell'apparizione di una misteriosa casa, chiamata "No-End House", apparsa alla fine della via principale della cittadina. Credendo di trovarsi di fronte ad un'operazione di marketing o alla bizzarra installazione di un'artista, i 4 amici si recano sul posto, dove molti altri giovani incuriositi sono in fila per entrare a piccoli gruppi. Tra questi, il forestiero Dylan che afferma di averla cercata a lungo. All'interno del percorso, il gruppo trova una serie di cinque inquietanti stanze e una sesta stanza finale, diversa per ognuno di essi.

## Un bel quartiere
- Titolo originale: Nice Neighborhood
- Diretto da: Steven Piet
- Scritto da: Harley Peyton e Mallory Westfall

### Trama
Anche Jules ha un'esperienza straniante nella misteriosa casa: convinta di essere uscita, si reca a casa di Margot e trova l'amica, in stato confusionale, mentre fa colazione col padre. In un'atmosfera ovattata e allucinata, Jules parla con il padre defunto di Margot che la rimprovera per non essere stata al fianco della figlia quando lui è morto. Nel frattempo J.D., anch'egli convinto di essere uscito, si reca a casa sua e scopre un altro "sé stesso" che amoreggia con una ragazza: il suo doppelgänger lo fa entrare in casa e poi lo uccide brutalmente. Dylan, l'unico ad essere ben consapevole di trovarsi ancora nella casa, è alla ricerca di sua moglie, intrappolata all'interno e ormai rassegnata alla sua nuova vita, senza ricordi del passato con Dylan.
Jules cerca di riportare Margot alla ragione, visto che la ragazza è contenta della ricomparsa del padre e sembra accettare passivamente la cosa: Jules è convinta che il luogo in cui tutti si trovano sia la famigerata "sesta stanza" della casa.
Quando alla notte Margot dorme, suo padre le si avvicina e le tocca la testa: nella cantina appare un'entità dalle sembianze della moglie (creata dai ricordi della figlia Margot) e l'uomo inizia a divorarla.